# Amelia (Ohio)
Pour les articles homonymes, voir Amelia.
Amelia est une communauté non incorporée du comté de Clermont en Ohio.
Amelia avait un statut de village jusqu'en 2019, et présente la particularité d'avoir été scindé en deux communautés non incorporées.
Sa population était de 12 575 habitants en 2020.